# شبح درون پوسته (بازی ویدئویی)
شبح درون پوسته (ژاپنی: 攻殻機動隊 هپبورن: Kōkaku Kidōtai GHOST IN THE SHELL) یک بازی ویدئویی با مضمون سایبرپانک و به سبک تیراندازی سوم شخص است که توسط اگزکت و پروداکشن آی. جی توسعه یافته و به‌وسیلهٔ سونی کامپیوتر انترتینمنت به‌طور انحصاری برای کنسول پلی‌استیشن منتشر شده‌است. این بازی بخشی از فرنچایز چندرسانه‌ای بزرگتر شبح درون پوسته به‌شمار می‌رود، و صداپیشگان اصلی نسخهٔ انگلیسی فیلم سینمایی پویانمایی به همین نام نیز برای تکرار نقش‌های قبلی خود حضور دارند. بازی برای نخستین بار در تاریخ ۱۷ ژوئیه ۱۹۹۷ در ژاپن منتشر شد.
داستان بازی و طراحی هنری آن توسط ماسامونه شیرو، نویسنده مانگای اصلی صورت گرفته است. 